# Öjebro kraftstation
Öjebro kraftstation är en kraftstation byggd 1910 i Öjebro, vid Svartån i Mjölby kommun i Östergötland.

## Historia
Grosshandlare Gustav E Rylander tog initiativet till kraftstationen som stod färdig 1910. Vid ett besök upptäckte han många kvarnar och vattenfall och fick idén att bygga. Fallhöjden var 16 meter vilket var en imponerande siffra för östgötaslätten. 
Rylander annonserade om fler intressenter och resultatet blev att grosshandlaren köpte hela byn av kvarnägarna. En damm anlades vid Forssa, då kallat Fläckvik. Under byggtiden blev ett antal personer i Mjölby intresserade av projektet. De ägde tidigare kraftverket i närbelägna Knutsbro. Avsikten var att stationen skulle bli länets största. Mjölby stad blev ny ägare och slutförde bygget. Först byggdes två turbiner och två generationer men man förberedde också för en tredje uppsättning. Men projektet ställdes inför oväntade problem. Stationen producerade mer än vad bygden behövde och så kom Norrköpings stad kom in i bilden. Norrköping var en väl utvecklad industristad med större behov av elektrisk kraft än Mjölby och köpte Knutsbro Kraft AB vilken också inkluderade Öjebro kraftstationen. 
Norrköpings tid som ägare varade i 47 år. 1967 köpte Mjölby stad anläggningen inklusive dess ledningsnät för hög- och lågspänning. Köpesumman var sju miljoner kronor. Idag är Öjebro kraftstation en av flera kraftstationer i Svartån, som ägs av Mjölby Energi AB.